# Salvador Domecq Sainz de Rozas
Salvador Domecq Sainz de Rozas es un ganadero de bravo español

## Biografía
Nieto de Juan Pedro Domecq y Núñez de Villavicencio e hijo de Salvador Domecq y Díez, heredó una punta de vacas y algunos sementales de una ganadería con una antigüedad que remonta hasta 1790. 
El  hierro tomó antigüedad en julio de 2008. Una de las partes en la que se dividió la ganadería de don José Anastasio Martín, la correspondiente a doña María Martín Carmona, fue vendida a don Enrique Caballero, del que la adquirió don José García Barroso. En 1948 fue adquirida por los herederos de don Luis Caballero Florido, los cuales en 1953 se la venden a don Ramón Vázquez de Troya y éste, en 1968, a doña Paz Martín de la Concha. En 1972 don Salvador Domecq y Díez adquiere este nuevo hierro eliminando el ganado que con él venía. La anuncia a nombre de “Hermanos Domecq Sainz de Rozas” y la forma con reses procedente de la ganadería “Toros de El Torero”, de don Salvador Domecq y Díez. En 1998 cede a su hijo, don Salvador Domecq Sainz de Rozas, el hierro junto con una punta de vacas seleccionadas con un semental. A finales de 2002 se amplía con vacas y sementales que le correspondieron de la ganadería de su padre, don Salvador Domecq y Díez. Pasta esta ganadería en la emblemática finca de “El Torero” de Vejer de la Frontera, Cádiz.